# ميخائيل داراغ
ميخائيل داراغ (بالإنجليزية: Michael Darragh)‏ هو مخرج أسترالي، ولد في 4 مارس 1975.